# Sangalhos
Sangalhos es una freguesia portuguesa del concelho de Anadia, con 17,24 km² de superficie y 4350 habitantes (2001). Su densidad de población es de 252,3 hab/km².